# Бенаадукс
Бенаадукс (на испански: Benahadux) е населено място и община в Испания. Намира се в провинция Алмерия, в състава на автономната област Андалусия. Общината влиза в състава на района (комарка) Голяма Алмерия. Заема площ от 16 km². Населението му е 4059 души (по данни от 2010 г.). Разстоянието до административния център на провинцията е 10 km.

## Демография
| 1996 | 1998 | 1999 | 2000 | 2001 | 2002 | 2003 | 2004 | 2005 | 2006 |
| ---- | ---- | ---- | ---- | ---- | ---- | ---- | ---- | ---- | ---- |
| 2702 | 2740 | 2775 | 2814 | 2888 | 2924 | 2983 | 3058 | 3205 | 3396 |